# Augochlora ignifera
Augochlora ignifera är en biart som beskrevs av Crawford 1914. Augochlora ignifera ingår i släktet Augochlora och familjen vägbin. Inga underarter finns listade.